# Воймирово
Воймирово (рос. Воймирово) — залізнична станція в Думіницькому районі Калузької області Російської Федерації.
Населення становить 9 осіб. Входить до складу муніципального утворення Село Которь.

## Історія
Від 2004 року входить до складу муніципального утворення Село Которь.

## Населення
| 2002 | 2010 | 2012 |
| ---- | ---- | ---- |
| 9    | ↗14  | ↘9   |